# Sue Thomas: F.B.I.
Sue Thomas: F.B.I. (Originaltitel: Sue Thomas: F.B.Eye) ist eine kanadisch-US-amerikanische Fernsehserie, die in den USA von 2002 bis 2005 lief. Sie handelt von der real existierenden, gehörlosen F.B.I.-Agentin Sue Thomas.

## Handlung
Die Serie handelt von der Arbeit der gehörlosen Sue Thomas beim F.B.I. Wie der Zuschauer erfährt, ist Thomas bereits im Alter von zwei Jahren aus unbekannten Gründen taub geworden. Durch ihre Lippelesen-Fähigkeiten ist sie dennoch eine gefragte Agentin geworden. Zunächst arbeitet sie in der Abteilung zur Analyse von Fingerabdrücken, jedoch wird sie bald befördert.

## Hintergrund
Die reale Sue Thomas war von 1979 bis 1983 als F.B.I.-Agentin im Einsatz. Damit war sie die erste gehörlose F.B.I.-Agentin überhaupt. Thomas’ Darstellerin, Deanne Bray ist selbst taub.

## Besetzung und Synchronisation
| Rollenname       | Schauspieler/in | Hauptrolle (Staffeln) | Hauptrolle (Episoden) | Nebenrolle (Staffeln) | Synchronsprecher/in |
| ---------------- | --------------- | --------------------- | --------------------- | --------------------- | ------------------- |
| Sue Thomas       | Deanne Bray     | 1–3                   | 1–56                  |                       | Claudia Lössl       |
| Jack Hudson      | Yannick Bisson  | 1–3                   | 1–56                  |                       | Philipp Brammer     |
| Bobby Manning    | Rick Peters     | 1–3                   | 1–56                  |                       | Matthias Klie       |
| Dimitrius Gans   | Marc Gomes      | 1–3                   | 1–56                  |                       | Mannfred Tilling    |
| Lucy Dotson      | Enuka Okuma     | 1–3                   | 1–56                  |                       | Kathrin Gaube       |
| Myles Leland III | Ted Atherton    | 1–3                   | 1–56                  |                       | Gerd Meyer          |
| Tara Williams    | Tara Samuel     | 1–3                   | 1–56                  |                       | Michaela Degen      |
| Ted Garrett      | Eugene Clark    |                       |                       | 1–3                   | Christoph Jablonka  |
| Charlie Adams    | Jessop Jack     |                       |                       | 1–2                   | Horst Sachtleben    |

## Ausstrahlung
Im Jahr 2006 wurde bekannt, dass kabel eins die Rechte an der Serie erworben hat. Dennoch strahlte der Sender die erste Staffel erst im Januar 2011 aus, fast neun Jahre nachdem der Pilotfilm in den USA zum ersten Mal gezeigt worden war. Die Folgen wurden allerdings nur nachts gezeigt, sodass Sue Thomas in Deutschland nie ein größeres Publikum fand. Zudem hat der Sender sixx einige Folgen ausgestrahlt.

## Episodenliste

### Staffel 1
| Nr. (ges.) | Nr. (St.) | Deutscher Titel            | Originaltitel         | Erstausstrahlung USA | Deutschsprachige Erstausstrahlung (D) | Regie                            | Drehbuch                                   |
| ---------- | --------- | -------------------------- | --------------------- | -------------------- | ------------------------------------- | -------------------------------- | ------------------------------------------ |
| 1          | 1         | Bewährungsprobe – Teil 1   | Pilot (1)             | 13. Okt. 2002        | 2. Jan. 2011                          | Larry A. McLean                  | Dave Alan Johnson & Gary R. Johnson        |
| 2          | 2         | Bewährungsprobe – Teil 2   | Pilot (2)             | 3. Okt. 2002         | 9. Jan. 2011                          | Larry A. McLean                  | Dave Alan Johnson & Gary R. Johnson        |
| 3          | 3         | Die Bombendrohung          | Bombs Away            | 20. Okt. 2002        | 16. Jan. 2011                         | J. Miles Dale & Larry A. MacLean | Dave Alan Johnson & Gary R. Johnson        |
| 4          | 4         | Attentäter                 | Assassins             | 27. Okt. 2002        | 30. Jan. 2011                         | Stephan Fanfara                  | Mark Lisson                                |
| 5          | 5         | Der Informant              | A Snitch In Time      | 3. Nov. 2002         | 6. Feb. 2011                          | David Warry-Smith                | Kim Beyer-Johnson                          |
| 6          | 6         | Der neue Chef              | Signing               | 10. Nov. 2002        | 13. Feb. 2011                         | Bruce Pittman                    | Dave Alan Johnson & Brad Markowitz         |
| 7          | 7         | Die Falle                  | A Blast From The Past | 24. Nov. 2002        | 18. Mai 2011                          | Stephan Fanfara                  | Lance Kinsey                               |
| 8          | 8         | Weihnachtsmann auf Abwegen | Silent Night          | 15. Dez. 2002        | 25. Mai 2011                          | Alan Goluboff                    | Kim Beyer-Johnson & Joan Considine Johnson |
| 9          | 9         | Ausgespielt                | Greed                 | 12. Jan. 2003        | 1. Juni 2011                          | David Warry-Smith                | Brad Markowitz                             |
| 10         | 10        | Diplomatische Immunität    | Diplomatic Immunity   | 19. Jan. 2003        | 8. Juni 2011                          | Holly Dale                       | Nickolas Barris                            |
| 11         | 11        | Der Bombenbastler          | Dirty Bomb            | 2. Feb. 2003         | 15. Juni 2011                         | Eleanor Lindo                    | Mark Lisson                                |
| 12         | 12        | Der Überfall               | The Heist             | 9. Feb. 2003         | 22. Juni 2011                         | Bruce Pittman                    | Kim Beyer-Johnson & Joan Considine Johnson |
| 13         | 13        | Der Maulwurf               | The Leak              | 16. Feb. 2003        | 29. Juni 2011                         | John Bell                        | Brad Markowitz                             |
| 14         | 14        | Die Vermisste              | Missing               | 16. März 2003        | 6. Juli 2011                          | Bruce Pittman                    | Kim Beyer-Johnson & Joan Considine Johnson |
| 15         | 15        | Der verlorene Vater        | Prodigal Father       | 6. Apr. 2003         | 13. Juli 2011                         | Larry A. McLean                  | Kim Beyer-Johnson & Joan Considine Johnson |
| 16         | 16        | Aussage gegen Aussage      | He Said She Said      | 27. Apr. 2003        | 20. Juli 2011                         | Holly Dale                       | Brad Markowitz & Gary R. Johnson           |
| 17         | 17        | Der Jäger                  | The Hunter            | 4. Mai 2003          | 27. Juli 2011                         | Eleanor Lindo                    | Dave Alan Johnson & Lance Kinsey           |
| 18         | 18        | Wettlauf mit der Zeit      | The Fugitive          | 11. Mai 2003         | 3. Aug. 2011                          | John Bell                        | Kim Beyer-Johnson & Joan Considine Johnson |
| 19         | 19        | Billy the Kid              | Billy the Kid         | 18. Mai 2003         | 10. Aug. 2011                         | Holly Dale                       | Dave Alan Johnson & Lance Kinsey           |

### Staffel 2
| Nr. (ges.) | Nr. (St.) | Deutscher Titel              | Originaltitel                 | Erstausstrahlung USA | Deutschsprachige Erstausstrahlung (D) | Regie             | Drehbuch                                      |
| ---------- | --------- | ---------------------------- | ----------------------------- | -------------------- | ------------------------------------- | ----------------- | --------------------------------------------- |
| 20         | 1         | Zeugin in Gefahr             | Girl Who Signed Wolf          | 5. Okt. 2003         | 17. Aug. 2011                         | David Warry-Smith | Joan Considine Johnson & Nickolas Barris      |
| 21         | 2         | Der Scharfschütze            | The Sniper                    | 12. Okt. 2003        | 24. Aug. 2011                         | Holly Dale        | Dave Alan Johnson & Gary R. Johnson           |
| 22         | 3         | Selbstmordattentäter         | Homeland Security             | 2. Nov. 2003         | 31. Aug. 2011                         | Larry A. McLean   | Dave Alan Johnson & Gary R. Johnson           |
| 23         | 4         | Ein ungelöster Fall          | Cold Case                     | 9. Nov. 2003         | 12. Juli 2012                         | David Warry-Smith | Gary R. Johnson & Lance Kinsey                |
| 24         | 5         | Bioterror – Teil 1           | The Newlywed Game (1)         | 16. Nov. 2003        | 14. Juli 2012                         | Larry A. McLean   | Dave Alan Johnson                             |
| 25         | 6         | Bioterror – Teil 2           | Breaking Up is Hard to Do (2) | 23. Nov. 2003        | 14. Juli 2012                         | J. Miles Dale     | Dave Alan Johnson & Gary R. Johnson           |
| 26         | 7         | Blutrache                    | Bad Hair Day                  | 11. Jan. 2004        | 17. Juli 2012                         | Bruce Pittman     | Nickolas Barris & Joan Considine Johnson      |
| 27         | 8         | Tödliche Machenschaften      | Political Agenda              | 18. Jan. 2004        | 18. Juli 2012                         | Alan Goluboff     | Brad Markowitz & Ken Hanes                    |
| 28         | 9         | Der Spieler                  | The Gambler                   | 8. Feb. 2004         | 19. Juli 2012                         | Larry A. McLean   | Dave Alan Johnson                             |
| 29         | 10        | Geheime Mission              | Into Thin Air                 | 15. Feb. 2004        | 20. Juli 2012                         | David Warry-Smith | Kim Beyer-Johnson, Ken Hanes & Brad Markowitz |
| 30         | 11        | To Grandmother’s House We Go | To Grandmother’s House We Go  | 22. Feb. 2004        | 21. Juli 2012                         | Holly Dale        | Kim Beyer-Johnson & Joan Considine Johnson    |
| 31         | 12        | Die Anwältin                 | The Lawyer                    | 4. Apr. 2004         | 21. Juli 2012                         | Larry A. McLean   | Dave Alan Johnson & Nickolas Barris           |
| 32         | 13        | Schatten der Vergangenheit   | The Holocaust Survivor        | 11. Apr. 2004        | 24. Juli 2012                         | Dave Alan Johnson | Joan Considine Johnson                        |
| 33         | 14        | Der Mentor                   | The Mentor                    | 18. Apr. 2004        | 25. Juli 2012                         | Larry A. McLean   | Dave Alan Johnson & Nickolas Barris           |
| 34         | 15        | Undercover                   | Rocket Man                    | 25. Apr. 2004        | 26. Juli 2012                         | Holly Dale        | Kim Beyer-Johnson & Brad Markowitz            |
| 35         | 16        | Elvis Lebt                   | Elvis Is In The Building      | 2. Mai 2004          | 27. Juli 2012                         | Martha Mitchell   | Kevin Wade                                    |
| 36         | 17        | Auf Der Flucht               | Hit And Run                   | 9. Mai 2004          | 28. Juli 2012                         | Bruce Pittman     | Gary R. Johnson                               |
| 37         | 18        | In Letzter Minute            | Concrete Evidence             | 16. Mai 2004         | 28. Juli 2012                         | J. Miles Dale     | Steven Dean Moore                             |
| 38         | 19        | Der Kuss                     | The Kiss                      | 23. Mai 2004         | 31. Juli 2012                         | Larry A. McLean   | —                                             |

### Staffel 3
| Nr. (ges.) | Nr. (St.) | Deutscher Titel               | Originaltitel                      | Erstausstrahlung USA | Deutschsprachige Erstausstrahlung (D) | Regie             | Drehbuch                                                    |
| ---------- | --------- | ----------------------------- | ---------------------------------- | -------------------- | ------------------------------------- | ----------------- | ----------------------------------------------------------- |
| 39         | 1         | Gefährlicher Zeuge            | Adventures In Babysitting          | 3. Okt. 2004         | 1. Aug. 2012                          | Holly Dale        | Dave Alan Johnson & Gary R. Johnson                         |
| 40         | 2         | Organhandel                   | The Body Shop                      | 10. Okt. 2004        | 2. Aug. 2012                          | Bruce Pittman     | Brad Markowitz & Stephen Beck                               |
| 41         | 3         | Hautnah                       | Skin Deep                          | 17. Okt. 2004        | 3. Aug. 2012                          | Stephan Fanfara   | Dave Alan Johnson, Gary R. Johnson & Joan Considine Johnson |
| 42         | 4         | Jagd auf die Mafia            | The New Mafia                      | 31. Okt. 2004        | 4. Aug. 2012                          | Larry A. McLean   | Brian Bird & Bob Hamer                                      |
| 43         | 5         | Adrenalin – Teil 1            | The Actor (1)                      | 7. Nov. 2004         | 4. Aug. 2012                          | J. Miles Dale     | Gary R. Johnson & Joan Considine Johnson                    |
| 44         | 6         | Adrenalin – Teil 2            | Planes, Trains And Automobiles (2) | 14. Nov. 2004        | 7. Aug. 2012                          | David Warry-Smith | Dave Alan Johnson, Nickolas Barris & Joan Considine Johnson |
| 45         | 7         | Das Spiel des Killers         | Simon Says                         | 21. Nov. 2004        | —                                     | Larry A. McLean   | Brad Markowitz & Kim Beyer-Johnson                          |
| 46         | 8         | Unter Verdacht                | Did She Or Didn’t Shee?            | 28. Nov. 2004        | —                                     | David Warry-Smith | Dave Alan Johnson & Gary R. Johnson                         |
| 47         | 9         | Die Bruderschaft              | Fraternity                         | 30. Jan. 2005        | —                                     | David Barrett     | Siobhan Byrne-O’Connor                                      |
| 48         | 10        | Das Spiel der Spione – Teil 1 | Secret Agent Man (1)               | 13. Feb. 2005        | —                                     | Dave Alan Johnson | Dave Alan Johnson & Gary R. Johnson                         |
| 49         | 11        | Das Spiel der Spione – Teil 2 | Spy Games (2)                      | 20. Feb. 2005        | —                                     | Dave Alan Johnson | Stephen Beck & Joan Considine Johnson                       |
| 50         | 12        | Der Krieger Gottes            | Boy Meets World                    | 6. März 2005         | —                                     | Holly Dale        | Nickolas Barris & Brad Markowitz                            |
| 51         | 13        | Der falsche Prophet           | False Profit                       | 13. März 2005        | —                                     | Larry A. McLean   | Kim Beyer-Johnson & Joan Considine Johnson                  |
| 52         | 14        | Jagd auf die Million          | Who Wants to be a Millionaire      | 3. Apr. 2005         | —                                     | Stephan Fanfara   | Gary R. Johnson & Stephen Beck                              |
| 53         | 15        | Kopfgeldjäger                 | The Bounty Hunter                  | 17. Apr. 2005        | —                                     | Larry A. McLean   | Lance Kinsey & Ken Hanes                                    |
| 54         | 16        | Troys Geschichte              | Troy Story                         | 1. Mai 2005          | —                                     | Holly Dale        | Joan Considine Johnson                                      |
| 55         | 17        | Der neue Supervisor           | Mind Games                         | 8. Mai 2005          | —                                     | Larry A. McLean   | Kim Beyer-Johnson & Nickolas Barris                         |
| 56         | 18        | Böse Mädchen                  | Bad Girls                          | 15. Mai 2005         | —                                     | Ken Hanes         | Gary R. Johnson                                             |
| 57         | 19        | Sues Entscheidung             | Endings And Beginnings             | 22. Mai 2005         | —                                     | Dave Alan Johnson | Dave Alan Johnson                                           |